# 魔斬
『魔斬』（まざん）は、2002年にナムコ（後のバンダイナムコゲームス）が発売したアーケードゲームである。ジャンルは剣術アクションゲーム。

## 概要
後に「Flash of the Blade」（刃の閃光）とサブタイトルが付いている。
日本の剣術を題材にしたアクションゲームには、2001年にコナミの『剣 -TSURUGI-』があったが、本作品はそれとはコンセプトをまったく異にする作品である。
プレイヤーは橘幻馬(たちばな げんま)となり、正義の力を持つ聖剣「魔斬」を振るい、妖刀「黒焔(こくえん)」に操られた刀鍛冶「玄武斎」を倒すために戦う。全3ステージで構成。
本作はスコア等のフォント、及び一部の効果音は、同社が約2年前に同じNAOMI基板で開発・発売したガンシューティングゲーム『ニンジャアサルト』と同一のものが使われている。 また一部それから引き続き登場している敵もいる。
一部プレイヤーの間ではWii等への家庭用移植を望む声も存在するが、現在に至るまで行われていない。

## ストーリー
数千年の昔、対になる二振りの刀、妖刀「黒焔」と聖剣「魔斬」が生まれた。
妖刀「黒焔」は、その自刃に宿る強大な悪の力で伝説の刀鍛冶「玄武斎」を操り、己が分身である妖刀を次々と生み出し、その眷属を世に解き放った。妖刀を手にした者はその自刃に魂を吸い取られ、やがては妖怪そのものに変じていった。
一方で、正義の輝きを帯びた聖剣「魔斬」は、清き心を持つ者に代々受け継がれ、人知れず妖刀との戦いを繰り広げていた。
時は下り江戸時代。剣の名門である「芦屋」家で、ある日騒動が起こった。当主の「柳之進」が屋敷内の地下から一振りの刀を手に入れて以来、乱心、刀傷沙汰を起こして屋敷に引きこもったのである。しかも数日内には家臣、使用人含めて行方不明となり、代わりに人とも魔ともつかない異形が邸内を昼となく夜となくうろつく様になったという。そして、事件当時家を空けていた娘がこの妖怪屋敷に戻ったまま帰って来ない。
人間の手に及ばない事件と見るや、村人は或る男に娘の救出を依頼する。その男こそ、妖刀の破壊を生業としている「魔斬」の後継者、「橘幻馬」であった……。

## ゲームのルール
画面上に出現する敵を倒していき、制限時間内にステージの最後に登場するボスを倒せばステージクリア。
ライフはゲージ制で、敵の攻撃を受けるとゲージが減り、半分を切ると赤く点滅する。残り体力が減るにつれ点滅速度が増える。
同社のガンシューティングゲーム初代『タイムクライシス』同様、ライフが全て無くなるか制限時間が0になるとゲームオーバー。ライフは道中で回復でき、制限時間は敵を倒すことで増加する。

## 登場人物
ニンジャアサルトとは異なり、本作は日本語音声となる。

### プレイヤー
橘 幻馬 (たちばな げんま)
主人公。妖刀の破壊を生業としている「魔斬」の後継者であり、今回の騒動に立ち向かう。

### 敵ボス
敵ボスは画面上部に紫の体力ゲージが有り、これが0になるとクリア。
猫侍・芦屋 柳之進 (あしや りゅうのしん)
ステージ1「怪描」に登場。妖刀「猫夜叉(ねこやしゃ)」を所持している。嘗ては剣の名門である「芦屋」家の当主であったが、猫夜叉の影響で化け猫と化した。
戦闘では剣術、爪を用いた引っ掻き、及び手裏剣を投げての攻撃を行う。
蜘蛛女・ヤツデ
ステージ2「女蜘蛛」に登場。七支刀のような形状をした妖刀「闇蜘蛛(やみぐも)」を所持している。通常は三味線の奏者のような容姿をしているが、その正体は絡新婦であり、戦闘時は本性を現し、背中から6本の足が生えた姿になる。
足を用いての素早い引っ掻き攻撃や、大量の蜘蛛を放ってプレイヤーを翻弄する。
一度倒されると正体である大きな蜘蛛の姿を現し、前述の攻撃に加え、更に毒液を吐いてくるようになる。
玄武斎 (げんぶさい)
ステージ3「化け刀」に登場。今作の最終ボスであり、妖刀「黒焔」を所持している。登場時はミイラのような容姿だが、黒焔を胸に突き刺す事で蘇る。
戦闘時は炎を纏った鍛錬中の刀、及び火炎弾を飛ばして攻撃し、更に戦闘中に刃を伸ばす事もある。一度倒されると覚醒し、攻撃のスピードが速くなり、更に足場に乗って高速移動しつつ斬撃を仕掛けてくるようになる。

### ゲストキャラクター
娘
芦屋柳之進の実妹。ゲーム開始直後、物の怪と化した兄に、悲しげに「もう、私が分からないのですね……」と呟く。登場して最初のザコキャラを倒し、屋敷に突入する幻馬に「お侍さま……？」と声を掛ける。これに対して幻馬は「心配するなって。きっちり勝負つけたらぁ！」と応える。

## 操作方法
50インチの大型スクリーンの前に、アーチ状にフレームが渡してあり、空間センサーが組み込まれている。
このフレームより先に筐体付属のプラスチック製の刀を差し入れると、画面に「魔斬」の刀身が現れ、この状態でゲームをプレイする。
なお、傘などを入れて遊ばないように注意書きがある。
斬る
振りかぶって切ると敵を斬りつける。大きく振りかぶると高いダメージを与えられる。地形を斬って別ルートを選択したり、宝箱を斬って得点や回復アイテムを得ることも可能。
防御
敵の攻撃に「魔斬」の刀身を合わせると防御となり、ダメージを受けない。
テクニカルスラッシュ
防御した瞬間に刀を弾く動作をし、敵がひるんでいる隙に斬りつけると大ダメージを与える。攻略の重要テクニックである。
ネームレジスト画面
剣を筆に見立て、巻物に筆文字を書くというユニークなものである。エンディングでは開発スタッフの筆文字を見ることができる。